# Суфлёр
Суфлёр (фр. souffleur, от souffler — «дышать, дуть, подсказывать») — работник театра, который следит за ходом репетиций, спектакля по тексту пьесы и подсказывает по необходимости актёрам текст роли. В переносном смысле суфлёр — подсказчик, тот, кто даёт подсказки. В музыкальном и драматическом театре суфлёр сидит в суфлёрской будке или в одной из боковых кулис, которая скрыта от зрителей. Суфлёрская будка (колпак) располагается посреди сцены, едва возвышаясь над помостом, и имеет форму ракушки, вогнутого зеркала, в фокусе которого — голова суфлёра.
У людей, не знакомых с внутренней жизнью театра, обычно бывает снисходительное отношение к суфлёрам — кажется, что суфлёру достаточно просто тихо зачитать текст из книжки. На самом деле от суфлёра требуется эрудиция, безупречное знание языка (суфлёр должен не только подсказать, но и поправить актёра на репетиции, если тот неверно произнесёт слово или ошибётся с ударением), правильная дикция, способность регулировать громкость голоса, хорошо знать весь текст пьесы (в то время как актёру достаточно выучить только свою роль), хорошее зрение и слух. Виртуозы своего дела добивались такого сдавленного звука, как чревовещатели: он доносился только до артистов, не спускающих глаз с суфлерской будки. Кроме того, суфлёр должен знать особенности каждого конкретного актёра: в то время как одному достаточно сказать глагол из фразы, другому требуется сказать целую реплику. С большим сочувствием писал в начале XX века о работе суфлёров Константин Станиславский: 
Этот мученик обречен в театре на вечную пытку, от которой становится страшно за человека. Грязный ящик вроде собачника, обитый пыльным войлоком. Половина туловища суфлера погружена в подполье сцены с подвальной сыростью, другая половина туловища его — на уровне пола сцены — подогревается с обеих сторон стосвечевыми раскаленными лампами рампы. Вся пыль при раздвигании занавеса, при шмыгании женских юбок о пол сцены летит в рот мученика-суфлера. А он принужден весь день и весь вечер без передышки, в течение всего спектакля и репетиций, говорить неестественно сжатым, часто напряженным голосом, чтобы быть слышным только актерам, а не зрителям. Известно, что три четверти суфлеров кончают чахоткой. Все это знают, и никто не пытается изобрести более или менее приличную суфлерскую будку, несмотря на то, что наш век не скупится на изобретения.

Появление суфлёров было связано с тем, что до появления репертуарного театра актёрские труппы ставили целью выпускать как можно больше спектаклей в год. Новую пьесу начинали репетировать в понедельник, а в субботу или воскресенье уже могли давать премьеру. Актёрам в месяц приходилось выучивать по 120 листов текста, а в сезон, длившийся полгода, — до 780. Если к этому числу прибавить товарищеские бенефисы, когда за вечер играли аж по две пьесы, то количество страниц текста доходило до тысячи. Иногда с премьерой на сцену актеры выходили всего после двух-трёх репетиций и запомнить в кратчайшие сроки текст были не в состоянии. В таких условиях присутствие суфлера было насущной необходимостью. Поскольку суфлёры изо дня в день, из года в год видели множество самых разных постановок, то порой становились ходячими энциклопедиями по истории театрального искусства. Ситуация изменилась с появлением режиссёрского театра и распространением системы Станиславского, требующей вживания в роль, что невозможно без заучивания текста. Заметно увеличился репетиционный период; ушли времена, когда труппы выпускали за сезон 50 и более новых спектаклей. В связи с этим должность суфлёра начала исчезать из театров. В настоящее время суфлёры сохраняются всего в нескольких московских театрах, в частности должности суфлёров сохранены в Большом, Малом театрах, МХТ имени А. П. Чехова.